# Ted Walker
Edward Joseph (Ted) Walker, né le 28 novembre 1934 à Lancing dans le Sussex de l'Ouest et mort le 19 mars 2004 à Alcalalí en Espagne, est un poète, écrivain, dramaturge et présentateur de télévision britannique, Fellow de la Royal Society of Literature.

## Honneurs et récompenses
Les premiers poèmes de Walker sont couronnés par de nombreux prix comme le Eric Gregory Award (1964), premier lauréat du Cholmondeley Award (1966) et le Alice Hunt Bartlett Prize (1967). Il est élu Fellow de la Royal Society of Literature (équivalent de l'Académie française) en 1975 (il démissionne en 1997).